# Alysson maritime

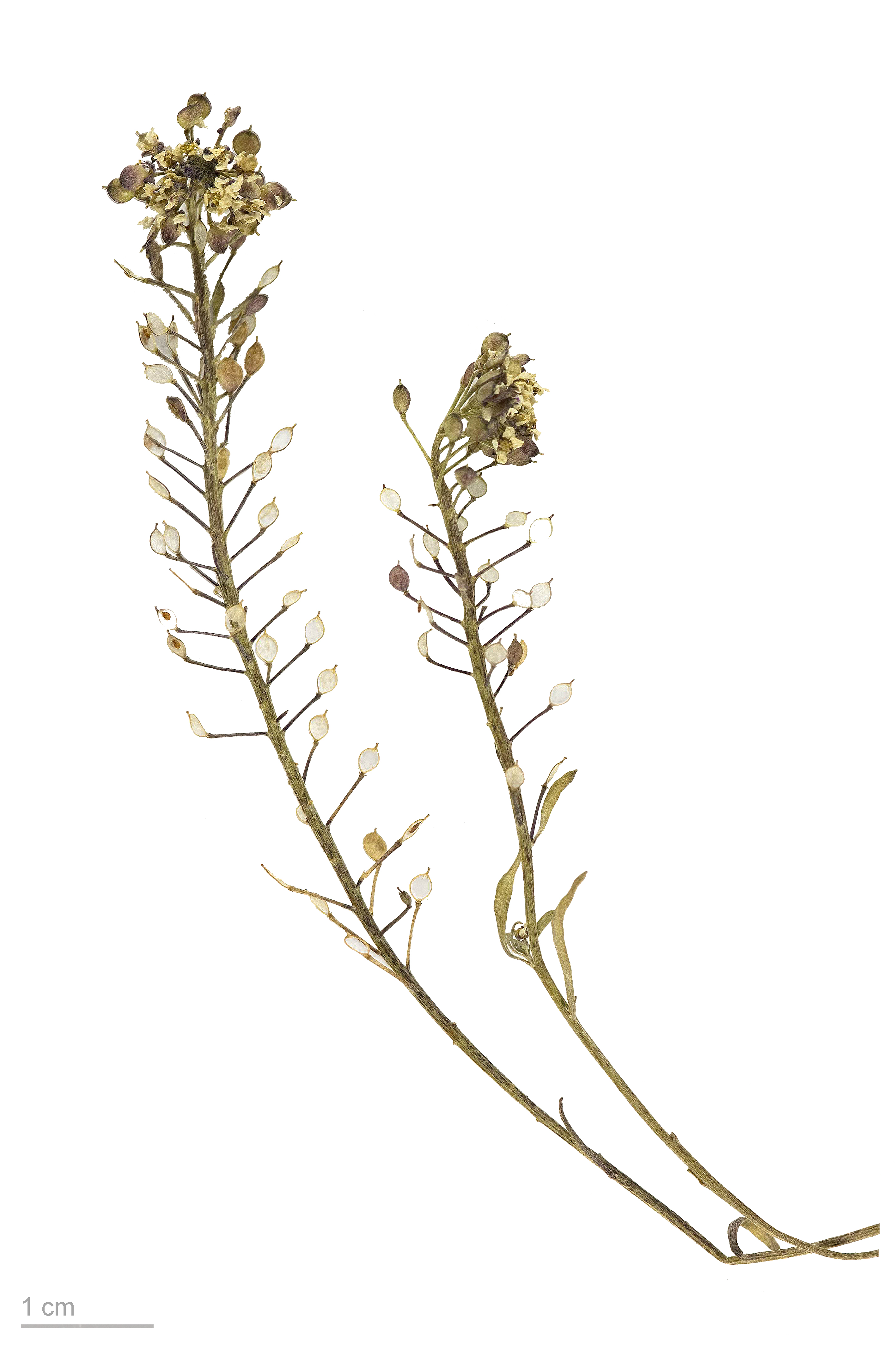
Lobularia maritima au Muséum de Toulouse.

Pour les articles homonymes, voir Alysson.
Lobularia maritima
Espèce
Classification phylogénétique
Statut de conservation UICN

 LC  : Préoccupation mineure
 France 
L'Alysson maritime, aussi nommé corbeille d'argent, est une espèce de plantes à petites fleurs blanches appartenant à la famille des Brassicacées (ou Crucifères).

## Taxonomie
Son nom scientifique accepté est Lobularia maritima (L.) Desv., mais elle est également connue sous le synonyme Alyssum maritimum (L.) Lam. En 1753, Linné l'avait nommée Clypeola maritima.

## Usages
La plante est très cultivée dans les jardins, avec de nombreuses variétés horticoles à fleurs roses ou pourprées.

### Agronomie
N'étant pas porteuse de maladies des plantes cultivées, et poussant assez vite et assez densément pour concurrencer les adventices indésirables des champs, elle pourrait avoir un intérêt en agroécologie (pour le maraichage bio par exemple) en abritant de nombreux invertébrés utiles à l'agriculture. Elle abrite quelques phytophages, dont thysanoptères (thrips) et pucerons, tels que divers  lygaeidés (Nyzius spp., etc.)  et rhopalidés (Stictopleurus spp., etc.) mais en faible quantité et elle peut aussi abriter leurs prédateurs.

## Écologie et habitat
Plante annuelle, parfois vivace, poussant dans les régions méditerranéennes de l'Europe, rencontrée aussi en France dans le golfe de Gascogne, naturalisée ailleurs. Elle est fréquente en bord de mer (rochers, sables), mais peut aussi pousser sur les talus et les terrains vagues, de préférence sur sol calcaire. Elle est utilisée en Californie en push-pull dans les cultures de choux, choux-fleurs en particulier.
La période de floraison est très longue et se poursuit d'octobre à juillet.
- Pollinisation : entomogame.
- Dissémination : anémochore.

## Statuts de protection
L'espèce n'est pas encore évaluée à l'échelle mondiale et européenne par l'UICN. En France elle est classée comme non préoccupante .

## Description
Plante herbacée à base légèrement ligneuse, plutôt petite (moins de 30 cm), très ramifiée, se présentant généralement en touffes abondantes. Feuilles plutôt glauques, alternes, sessiles, simples et entières, étroites (de lancéolées à linéaires), en principe assez velues.

### Morphologie florale
Inflorescence en racème arrondi au début, s'allongeant en fin de floraison, portant de nombreuses petites fleurs blanches parfumées (5 mm environ). Petit calice à quatre sépales. Corolle à quatre pétales arrondis. Six étamines à anthères jaunes. Ovaire supère.

### Fruit et graines
Infrutescence allongée portant de nombreuses silicules assez velues, ovales à arrondies, renfermant chacune deux graines.

## Variétés horticoles
- Lobularia maritima 'Benthamii'
- Lobularia maritima 'Carpet of Snow'
- Lobularia maritima 'Easter Bonnet Violet'
- Lobularia maritima 'Little Dorrit'
- Lobularia maritima 'Navy Blue'
- Lobularia maritima 'New Carpet of Snow'
- Lobularia maritima 'Oriental Nights'
- Lobularia maritima 'Rosie O’Day'
- Lobularia maritima 'Royal Carpet'
- Lobularia maritima 'Snow Crystals'
- Lobularia maritima 'Sweet White'
- Lobularia maritima 'Violettkönigin'
- Lobularia maritima 'Wonderland Copper/Deep Purple/Deep Rose/Lavender/Pastel Pink/Pink/Purple//White'

## Interaction écologique
La chenille du papillon de jour Piéride de l'ibéride (Pieris mannii) se nourrit d'Alysson maritime.